# 토마스 구스타프손
스벤 토마스 구스타프손(스웨덴어: Sven Tomas Gustafson, 1959년 12월 28일 ~ )은 스웨덴의 스피드스케이팅 선수이다. 장거리 전문 선수로, 1984년 동계 올림픽과 1988년 동계 올림픽 5000m·10000m 종목에서 금메달 3개와 은메달 1개를 땄다.